# 1564 no Brasil
Esta é uma cronologia dos fatos acontecimentos de ano 1564 no Brasil.

## Mortes
- 21 de julho: Martim Afonso de Sousa, administrador colonial (n. 1490).[1]